# Vlag van Kyoto

Vlag van Kyoto (ratio 5:7)

De prefecturale vlag van Kyoto bestaat uit een paars vlak met een gestileerde kanji 京 [kyō] (wat "kapitaal" betekent) in de vorm van een zespuntig blad, dat de grootsheid van de oude stad symboliseert, en het overkoepelende ontwerp vertegenwoordigt de eenheid en samenwerking van de burgers. De prefecturale vlag werd op 2 november 1976 aangenomen.